# Michał Kazimierz Radziwiłł (1702–1762)
Michał Kazimierz Radziwiłł zwany Rybeńko herbu Trąby (ur. 13 czerwca 1702 w Ołyce, zm. 22 maja 1762 w Wilnie) – książę, wojewoda wileński i hetman wielki litewski od 1744, kasztelan wileński od 1742, wojewoda trocki od 1737, hetman polny litewski i kasztelan trocki od 1735, marszałek nadworny litewski od 1734, marszałek Trybunału Głównego Wielkiego Księstwa Litewskiego w 1728, koniuszy wielki litewski od 1728, IX ordynat nieświeski, VIII ordynat ołycki, VI pan na Białej, starosta przemyski w latach 1720–1736, starosta bracławski, kamieniecki, człuchowski, ostrski, krzeczowski, niżyński, owrucki, nowotarski, osiecki, krzemieniecki, kowieński, starosta parczowski od 1738.

## Życiorys
Był synem kanclerza wielkiego litewskiego Karola Stanisława Radziwiłła i Anny Katarzyny z Sanguszków, brat Hieronima Floriana, ojciec Karola Radziwiłła Panie Kochanku, najbogatszy z Radziwiłłów, bez talentów i zasług zarówno w wojsku, jak polityce, służalczy wobec dworu, skarbił sobie popularność wśród szlachty urządzaniem wspaniałych biesiad i łowów. Stronnik Wettynów.
Z powodu działań wojennych jego rodzice przenieśli się do Człuchowa na Pomorzu, gdzie Michał Kazimierz spędził dzieciństwo i skąd w 1709 rodzina przeprowadziła się do swoich dóbr w Białej Podlaskiej. W 1715 stracił starszego brata Mikołaja Krzysztofa i w ten sposób Michał Kazimierz stał się najstarszym dziedzicem ogromnej fortuny. 
W 1720 przybył do Warszawy podczas obrad sejmu, by w senacie oddać pieczęć kanclerską litewską po ojcu i odebrać z rąk króla przywilej na starostwo grodowe przemyskie i list przepowiedni na wakującą po ojcu chorągiew husarską w wojsku koronnym. Jesienią tego samego roku został wybrany z województwa nowogródzkiego posłem na sejm. Wyjechał na Śląsk, do Oławy, gdzie poznał średnią z córek Jakuba Ludwika Sobieskiego, Marię Karolinę, zwaną Charlottą, jednak do ślubu nie doszło. W latach 1721–1723 odbył podróż do Berlina, Dessau, Lipska, Drezna, Pragi, Wiednia, Monachium, Mannheim, Kolonii, Rotterdamu, Hagi, Brugii, Paryża, Wersalu, Lunéville, Brukseli, i Wrocławia. W 1724 jako poseł nowogródzki wszedł w skład delegacji, która przekonała króla do zaakceptowania aktu limity, tj. do odłożenia obrad sejmu do następnej sesji, która miała nastąpić za dwa lata w Grodnie. Mimo niewielkich możliwości intelektualnych uczestniczył w rozmowach nad kompromisem w związku z zatargiem na tle religijnym w Toruniu między protestantami a katolikami. W dniu 22 kwietnia 1725 w Białej Krynicy poślubił księżniczkę Franciszkę Urszulę Wiśniowiecką, a następnie jako ordynat dóbr nieświeskich i ołyckich zamieszkał z żoną na zamku w Nieświeżu (młodszy brat Hieronim Florian otrzymał dobra alodialne w tym Białą Podlaską, co być może było przyczyną jego niechęci do „Rybeńki”). Poseł na sejm 1730 z ziemi mielnickiej. Poseł województwa czernihowskiego na sejm 1732. Poseł województwa wołyńskiego na sejm nadzwyczajny 1733 roku.
W trakcie elekcji w dniu 22 sierpnia 1733 stawił się w Warszawie na czele oddziałów dworskich i jako stronnik Wettinów zaprotestował wraz z Michałem Wiśniowieckim przeciwko wyborowi Stanisława Leszczyńskiego i oddał swój głos na Augusta III Sasa. Jako deputat podpisał jego pacta conventa. Na królewską wdzięczność długo czekać nie musiał, bo 9 listopada 1735 na radzie senatu król mianował „Rybeńkę” hetmanem polnym litewskim, a 18 listopada kasztelanem trockim. W 1735 podpisał uchwałę Rady Generalnej konfederacji warszawskiej. 
10 lipca 1737 podpisał we Wschowie konkordat ze Stolicą Apostolską.
W 1727 został kawalerem Orderu Orła Białego. W 1724 otrzymał bawarski Order Świętego Huberta, w 1758 odznaczony rosyjskim Orderem Św. Andrzeja Apostoła Pierwszego Powołania.
W 1740 jego dawna miłość Maria Karolina Sobieska zapisała mu cały swój majątek. W dniu 23 maja 1753 w Nowogródku zmarła jego pierwsza żona. 18 stycznia 1754 podpisał we Lwowie manifest przeciwko podziałowi Ordynacji Ostrogskiej. W 1754 „Rybeńko” poślubił Annę Ludwikę z Mycielskich, wdowę po kuzynie księciu Leonie Michale Radziwille, właściciela Szydłowca i dóbr szydłowieckich. Po śmierci brata w 1760 został właścicielem dóbr w Białej Podlaskiej wraz z tamtejszym pałacem, który polecił częściowo przebudować. Zmarł w Wilnie 22 maja 1762 po krótkiej chorobie, prawdopodobnie na zapalenie płuc. 
Ufundował nagrobki Jana III Sobieskiego, Marii Kazimiery oraz Michała Korybuta Wiśniowieckiego i Eleonory Austriaczki w katedrze wawelskiej.

## Literatura
- Krzysztof Zuba: O tym jak Rybeńkę leczono. Kuracje i zabiegi medyczne Michała Kazimierza Radziwiłła [w] Medycyna Nowożytna, 2001, Nr 8/1, s. 89-110. [dostęp 2017-07-20]